# Air Burkina
Air Burkina – narodowe linie lotnicze Burkina Faso, z siedzibą w Wagadugu. Głównym węzłem jest port lotniczy Wagadugu.